# オフラインミーティング

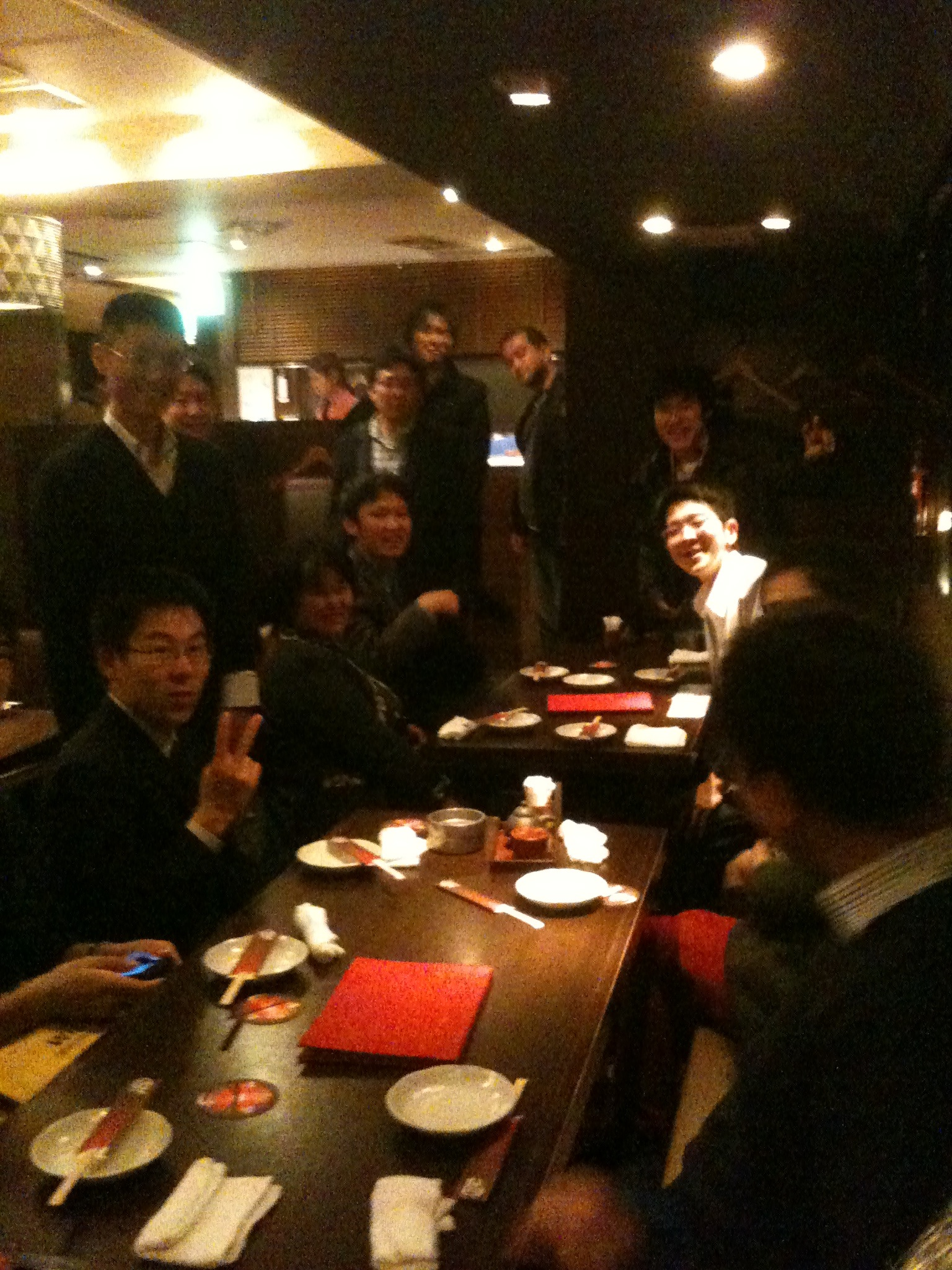
ウィキメディアプロジェクトに携わる人たちのオフラインミーティング

オフラインミーティングは、ネットワーク上ないしオンラインのコミュニティ（SNS・ネットニュース・電子掲示板・チャット・メーリングリスト等のインターネットコミュニティ、MMORPG、またはパソコン通信・草の根BBS等）で知り合った人々が、ネットワーク上ではなく現実世界（オフライン）で実際に集まって親睦を深めることである。オフ会（オフかい）、オフミ、オフ等と略される。また、特に男性同性愛者らによるものはリアルと呼ばれる。
パソコン通信の黎明期においては、アマチュア無線界における同義語を流用してアイボールミーティングと呼ばれることもあった（アイボールとは目玉 (eyeball) のことで、電波を通してではなく直接の面会。集団で会合するのではなくマンツーマンの場合は「―QSO」となる）。

## 概要
オフラインミーティング（以下「オフ会」）は、各コミュニティの主催者またはメンバー有志により企画立案・開催される。コミュニティ主催者の企画によるオフ会は、主に小規模・私的なコミュニティに多く見られる。参加人数はコミュニティ自体のメンバー数やオフ会開催の目的に左右されることが多く、小規模なもので10人程度、中規模なもので50人程度、大規模なものでは100人以上に達する。大規模なものでは、一般に向けて告知がなされ、参加条件を問わないものもある。定期化した大規模なオフラインミーティングでは、コミュニティ本体を離れて専用メーリングリストや、さらにはミーティング用の専用サイトやドメインを持つ場合もある。
こうした定期化・自己目的化したものでは、コミュニティの親睦という初期の目的を離れ、ミーティング開催を目的とする新たな別のコミュニティが出来上がることがある。大規模でかつ古いミーティングでは、ミーティング運営コミュニティに直接他のコミュニティを経由せずに参加する新規参加者が現れ、成立母体となったコミュニティとは構成員の異なるコミュニティが成立する場合もある。

## 目的
オフ会の目的は多岐にわたるが、大きく分けて以下のものがある。
コミュニティのメンバー間での親交
会食しながらメンバー共通の趣味・興味対象に関する話題で盛り上がる形態が多い（メンバーが成人主体の場合は飲酒や喫煙も伴うことも多い）。自動車・オートバイなどに関するコミュニティでは、話題とする対象（特定のメーカー・車種など）に乗って集合することが多く、この場合はオーナーズミーティングの様相を見せる。忘年会、新年会といった名目の場合や、メンバーの個人的行事（誕生日、結婚、懐妊（特にメンバーとその関係者に当該の女性がいる場合）、メンバーおよびその関係者の子供の出産、メンバーならびにその関係者の進学、転校、就職、転職、転勤、昇進、退職（定年退職や寿退社（特に女性）など円満な場合）の場合、掲示板や何らかの記念日（芸能人・スポーツ選手などの有名人のファンコミュニティならその誕生日など）にちなんだイベントの場合もあれば、日を決めて定期的に開催されている場合もある。ごく少人数が参加することを前提に突発的に企画される場合もある。
後述のオフ会においても、終了後は「打ち上げ」「二次会」などと称して飲食店に移動する場合が多い（「三次会」、「四次会」などがある場合もある。徹夜でカラオケや飲み会などをやる場合も多く、土日月の3連休（ハッピーマンデーなど）やゴールデンウイーク、お盆休みや年末年始休みなどなどの世間的な「連休」とぶつかった場合は数日間に及ぶ場合もある）。
オフ会の場所は概ね次の通りである。
飲食店
主にファミレス・居酒屋・ファーストフード店他。時には一流ホテルのレストランなどの高級レストランなどを利用する場合もある。
公園や観光地などでの屋外バーベキュー
材料は事前にスーパーやホームセンターなどで調達しておく。
メンバーの自宅
出る料理はメンバーおよびその家族や友人・知人の手料理や宅配ピザなどファーストフードなどの出前(Uber Eats、出前館など宅配専用サービスを利用する場合もある)など。簡素な場合はスーパーやコンビニなどで総菜やお菓子などの食料や酒類を調達する。
コンサート・スポーツ観戦、ボランティア活動など、特定のイベントへの参加
入場チケットが必要なイベントでは参加者全員がチケットを持っていることが前提となるため、チケット発売以前に企画されることが多い。また、当該イベント終了直後の「打ち上げ」や開催直前の「決起集会」などと呼ばれるものもしばしば開催される。
コミュニティ参加者を主体とするイベントの企画・実行
例えばテレビゲームの対戦を行ったり、風変わりな清涼飲料水を持ち寄って試飲するなど。公民館などの安価な貸し会議室を使用する場合が多い。

## ツーショットオフ
ネットワーク上で知り合った男女が二人だけでオフ会を行うことをこう呼ぶことがある。「ツーショット」とはテレビ番組『ねるとん紅鯨団』内で石橋貴明がよく使用していた言葉で、テレビカメラのフレーム内に二人だけしか映っていない = 二人きりになっている状況を指す。

## 問題点
共通の趣味・興味を共感し合うことが目的の会合であるため、集まる参加者同士に既存の面識がない場合も多い。そのため、僅かな意見や認識・見解などの違いでトラブル（場合によっては犯罪）に発展し得る危険性を常に孕んでいるという指摘がある。特に成人主体のオフ会はアルコールを伴うことが多いため、危険性が高まる傾向にある。また、窃盗などの犯罪行為が目的で巧妙に参加者として紛れ込む者も居るため、注意が必要である。